# Morpho menelaus coeruleus
Morpho menelaus coeruleus es una de las subespecies que integran la especie M. menelaus, un lepidóptero ditrisio nimfálido del género Morpho. Habita en regiones selváticas de Sudamérica.

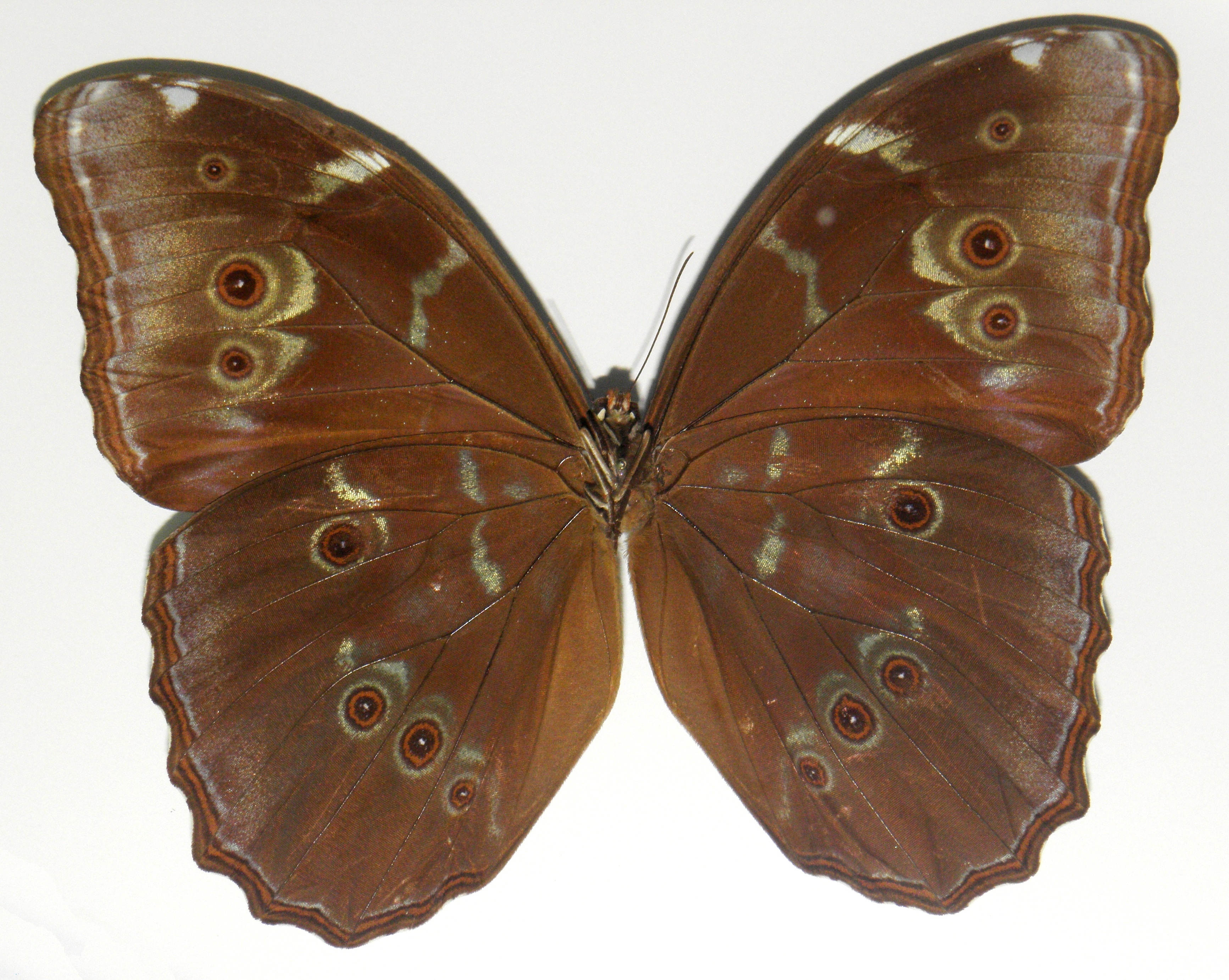
Faz ventral de un ejemplar de Morpho menelaus coeruleus colectado en la provincia de Misiones, Argentina.

## Taxonomía y características
Esta especie fue descrita originalmente en el año 1810 por el entomólogo británico George Perry. 
Morpho menelaus coeruleus es una mariposa grande, al medir 138  mm de envergadura alar. 
Dorsalmente es casi por completo celeste-azulado metalizado, con los bordes anteriores de las alas anteriores de color negro. Ventralmente es de color pardo-castaño, con marcas blancas y una hilera irregular de ocelos de distinto tamaño, generando un patrón críptido.

## Distribución geográfica
Morpho menelaus coeruleus se distribuye en selvas del este de Sudamérica. Se la encuentra en Brasil oriental, el este del  Paraguay, y el nordeste de la Argentina, en el sector norte de la región mesopotámica, en la provincia de Misiones. Allí se le brinda protección en algunas áreas protegidas, por ejemplo sobre el río Iguazú, en la reserva privada Yacutinga, y en el parque nacional Iguazú.

## Costumbres
Morpho menelaus coeruleus es una mariposa grande, llamativa, de vuelo poderoso, lento, ondulante, a baja o media altura, con habituales planeos y bruscos aleteos, generalmente recorriendo senderos en sectores umbríos y húmedos de las selvas donde habita. Se posa sobre frutos fermentados que caen al piso, o sobre excrementos. Al ser asustada se aleja de la amenaza hacia sectores densos volando rápida y erráticamente para desorientar a la fuente de peligro, aumentando la celada posándose de repente para quedar totalmente quieta y con las alas cerradas, confiando en su mimetismo alar ventral.
Especies vegetales hospedadoras
Las larvas u orugas de Morpho menelaus coeruleus se alimentan de las hojas de Erythroxylum y Machaerium.      